# Помбал (район)
Помбал (порт. Pombal) — район (фрегезія) в Португалії, входить в округ Лейрія. Є складовою частиною муніципалітету  Помбал. За старим адміністративним поділом входив в провінцію Бейра-Літорал. Входить в економіко-статистичний субрегіон Пиньял-Літорал, який входить в Центральний регіон. 
Населення — 16 049 осіб (2001). 
Займає площу 97,61 км². 